# Гоє-Тоструп (муніципалітет)
Гоє-Тоструп (дан. Høje-Taastrup) — комуна в Столичному регіоні королівства Данія. Адміністративний центр комуни — місто Тоструп.

## Географія
Площа — 78.4 км².

## Населення
У 2012 році населення муніципалітету становило 48 081 особу.

## Міста-побратими
- Валміера, Латвія
- Енґельгольм, Швеція
- Ольденбург, Німеччина (1978)
- Споторно, Італія